# Strübbel
Strübbel er en by og kommune i det nordlige Tyskland, beliggende i Amt Büsum-Wesselburen under Kreis Dithmarschen. Kreis Dithmarschen ligger i den sydvestlige del af delstaten Slesvig-Holsten.

## Geografi
Strübbel er beliggende nordøst for Wesselburen i et marsklandskab.